# سرخ‌سالی (مجموعه تلویزیونی)
سرخ‌سالی نام یک مجموعهٔ تلویزیونی به کارگردانی قربان میرزایی در افغانستان است که در سال ۱۴۰۰–۱۳۹۹ در کابل پایتخت افغانستان تولید شده است و از شبکه سحر افغانستان پخش گردید.

## خلاصه داستان
سُرخ‌سالی، ماجرای عشق و مبارزه جوانی به نام نورآغا در اواخر دهه ۵۸ خورشیدی در کابل است. نورآغا که در آستانه ازدواج با دخترعمویش است، ناخواسته در معرض تحولات تند و سرنوشت‌ساز سیاسی قرار می‌گیرد. پدر و مادرش را از دست می‌دهد و در دو راهی مبارزه و گریز برای نجات جان، راه مبارزه برای نجات ملت را انتخاب می‌کند. در بسیج گروه‌های مردمی نقش فعال می‌گیرد و سرانجام به قیامی مردمی در ۲ سرطان/تیرماه سال ۵۸ می‌رسد که در تاریخ معاصر افغانستان به قیام چنداول معروف است.

## بازیگران
بعضی بازیگران این سریال عبارت اند از:
- فرزانه نوابی در نقش مهوش
- قدرت‌الله بنیامین (نورآغا)
- ظاهر سنگر (ستار)
- سیدصابر هاشمی (رفیق عزیز)
- عاطفه فصیحی (ثریا)
- سید نقیب الله شجاعی (داکتر غفور)
- عبادالله ریحان (ملاحبیب)
- صابره سادات (مادر ستار)
- عبدالله ابراهیم خیل (سلیمان)
- نادر ساحل (جمال)
- عیسی جانان (پرویز)
- نصیر ایمان نیازی (سبحان)
- احسان الله نقشبندی (کاکا امین)
- صفور آهن‌خیل (نصیراحمد)
- شاه پور صداقت (گلاب الدین)
- همایون سخی (عتیق آنتیک فروش)

## عوامل تولید
- کارگردان: قربان میرزایی
- نویسنده: احمد مدقق
- مدیر تولید: سید صابر هاشمی
- دستیار کارگردان: صدام دلاور
- منشی صحنه: بشیر ستایشپور
- برنامه‌ریز: نوریه امیری
- تصویر برداران: عباس حسنی ـ کاظم ریحان ـ محمد محمدی ـ عارف تکوین ـ
- صدابردار: عبیدالله مهمند
- دستیار صدا: فیروز
- نورپرداز: خلیل سروری
- گریم: آرمان جعفری ـ فاطمه توفیقی
- طراح دکور: استاد اکبر سلام
- اجرای دکور: سید مصطفی هاشمی
- لوکیشن منیجر: همایون شفایی
- مسئول لباس: نوریه امیری